# You Never Give Me Your Money
"You Never Give Me Your Money" é uma canção da banda de rock inglesa The Beatles. Foi escrita por Paul McCartney e creditada a Lennon–McCartney e documenta tematicamente as dificuldades pessoais que a banda estava enfrentando. A música é a primeira parte do medley do lado dois do álbum Abbey Road, de 1969, e foi gravada em etapas entre maio e agosto daquele ano.
A música foi a primeira a ser gravada para o medley, que foi concebido por McCartney e o produtor George Martin como um final para a carreira dos Beatles. A trilha de apoio foi gravada no Olympic Sound Studios em Barnes, Londres, mas o restante das overdubs ocorreu no EMI Studios. Musicalmente, a música é composta por um conjunto de vários segmentos, que vão desde uma balada de piano no começo até arpejos de guitarra no final.

## Antecedentes
A canção foi escrita por McCartney quando ele estava hospedado com sua esposa Linda em Nova Iorque em março de 1969, logo após seu casamento. Esta foi uma pausa após as sessões de Get Back, que se tornaria Let It Be. John Lennon e McCartney corriam o risco de perder o controle geral da Northern Songs, a empresa que publicava suas canções, depois que a ATV Music comprou uma participação majoritária. McCartney foi o grande responsável pela direção e pelos projetos do grupo desde a morte do empresário Brian Epstein em 1967, mas começou a perceber que a dinâmica do grupo dos Beatles estava se desintegrando. Ele estava particularmente infeliz com os outros, que queriam que o gerente Allen Klein ajudasse a resolver questões financeiras. McCartney disse mais tarde que a música foi escrita com Klein em mente, dizendo que "é basicamente uma música sobre a falta de fé na pessoa". Ele acrescentou que o verso "One sweet dream, pack up the bags, get in the limousine" ("Um doce sonho, faça as malas, entre na limusine") foi baseado em suas viagens ao interior com Linda para fugir da atmosfera tensa com os Beatles, embora o autor Walter Everett tenha pensado que o verso também era um olhar nostálgico sobre os anos de turnê dos Beatles, que terminaram em 1966.
Percebendo que Abbey Road poderia ser o último álbum do grupo, McCartney e Martin decidiram combinar várias partes das faixas em um medley, que funcionaria como um final climático da carreira do grupo. McCartney disse mais tarde que a ideia de uma suíte de canções foi inspirada em "Excerpt from A Teenage Opera", de Keith West . Alguns segmentos musicais de "You Never Give Me Your Money" foram reutilizados para a parte "Golden Slumbers" / "Carry That Weight" do medley, incluindo os versos de abertura e arpejos de guitarra posteriores.
Estruturalmente, a música começa com uma balada de piano e passa para vários outros estilos, incluindo piano boogie-woogie, guitarras arpejadas e cantigas de ninar. O autor Ian MacDonald, especula que os arpejos de guitarra no final da faixa foram influenciados por "I Want You (She's So Heavy)" e a seção do meio de "Here Comes the Sun", e que a estrutura geral foi inspirada em "Happiness Is a Warm Gun" de Lennon, a qual faz parte do álbum do anterior do grupo, The Beatles, popularmente conhecido como o "Álbum branco", que também juntou fragmentos de músicas não relacionadas.

## Gravação
A trilha sonora básica foi gravada no Olympic Sound Studios em Barnes em 6 de maio de 1969. A gravação começou às 15 horas e continuou até as 4 horas da manhã do dia seguinte. McCartney cantou a guitarra principal e tocou piano, Lennon tocou uma guitarra Epiphone Casino, George Harrison tocou uma guitarra Fender Telecaster alimentada por um alto-falante Leslie e Ringo Starr tocou bateria. O grupo gravou 36 tomadas, selecionando a tomada 30 como a melhor, que foi transformada em uma mixagem estéreo grosseira. A estrutura básica da música, como apareceu em Abbey Road, não havia sido elaborada neste estágio, e a gravação original se transformou em uma jam session solta, terminando como um instrumental rápido de rock and roll no final.
A faixa foi concluída no EMI Studios. McCartney fez overdub de um vocal principal na faixa básica em 1º de julho, e mais vocais e efeitos sonoros foram adicionados em 15 de julho. Em 30 de julho, uma mixagem de redução foi feita da fita original de oito faixas, para que mais overdubs pudessem ser feitos, e uma mixagem bruta do medley de Abbey Road foi montada. O cross-fade de "You Never Give Me Your Money" na próxima faixa, "Sun King", provou ser problemático, e o grupo fez várias tentativas antes de decidir mesclar as músicas por meio de uma nota de órgão. McCartney completou os overdubs instrumentais no dia seguinte, em 31 de julho, adicionando uma parte de baixo e overdubs de piano adicionais, incluindo um piano honky-tonk perfurado no lugar do original.
A sessão final de gravação ocorreu em 5 de agosto, quando McCartney fez uma série de loops de fita nos estúdios EMI, incluindo sinos, pássaros, bolhas e grilos cantando. Martin mixou a faixa em estéreo em 13 de agosto e fez 11 tentativas de mixagem final, combinando os loops da fita com o cross-fade em "Sun King", substituindo a nota de órgão anterior. Ele fez outra tentativa de mixagem final em 21 de agosto, e isso foi usado para o master finalizado.

## Créditos
Segundo Ian MacDonald:
- Paul McCartney – vocais principais e de apoio, piano, baixo, sinos de vento, loops de fita
- John Lennon – guitarra, backing vocal
- George Harrison – guitarra, backing vocal
- Ringo Starr – bateria, pandeiro

## Outras versões
O guitarrista americano George Benson fez um cover da música em um medley com "Golden Slumbers" em seu álbum de 1970 The Other Side of Abbey Road.
A dupla de comédia rock Tenacious D fez um cover de "You Never Give Me Your Money" em medley com "The End" como single lançado em 2 de julho de 2021.Os lucros beneficiaram os Médicos Sem Fronteiras.